# Barnard Castle (ort)
Barnard Castle är en ort och civil parish i grevskapet Durham i England. Orten ligger i kommunen Durham i Teesdale, cirka 24 kilometer väster om Darlington och cirka 34 kilometer sydväst om Durham. Den ligger vid floden Tees. Tätorten (built-up area) hade 7 040 invånare vid folkräkningen år 2011. Orten är uppkallad efter slottet Barnard Castle.